# 장일현
장일현(1976년 5월 12일 ~ )은 대한민국의 야구 코치이자, 전 야구 선수다.

## 출신 학교
- 청원고등학교
- 중앙대학교

## 등번호
- 7 (1999~2001)
- 55 (2001~2002, 2006)
- 67 (2005)

## 같이 보기
- 2001년 해태 타이거즈 / KIA 타이거즈 시즌